# Austrobryonia pilbarensis
Austrobryonia pilbarensis är en gurkväxtart som beskrevs av I.Telford. Austrobryonia pilbarensis ingår i släktet Austrobryonia och familjen gurkväxter. Inga underarter finns listade i Catalogue of Life.